# Alexander Alexandrowitsch Krawtschenko
Alexander Alexandrowitsch Krawtschenko (russisch Александр Александрович Кравченко, wiss. Transliteration Aleksandr Aleksandrovič Kravčenko, * 19. Mai 1973 in Kataw-Iwanowsk) ist ein ehemaliger russischer Skilangläufer.
Krawtschenko nahm von 1996 bis 2007 vorwiegend am Continental-Cup und an FIS-Rennen teil. Im Februar 1996 startete er in Kawgolowo erstmals im Weltcup und belegte dabei den 39. Platz über 15 km klassisch. Bei der Winter-Universiade 1997 in Muju gewann er die Bronzemedaille über 15 km klassisch. In der Saison 1997/98 holte er in Lahti mit dem 20. Platz über 30 km klassisch und in Oslo mit dem 14. Rang über 50 km klassisch seine einzigen Weltcuppunkte. Bei seiner einzigen Olympiateilnahme im Februar 1998 in Nagano kam er auf den 31. Platz über 30 km klassisch.